# Who We Are Instead
Who We Are Instead è un album in studio del gruppo musicale statunitense Jars of Clay, pubblicato nel 2003.

## Tracce
1. Sunny Days - 3:30
2. Amazing Grace (featuring Ashley Cleveland) - 5:18
3. Lonely People (America cover) - 2:45
4. Only Alive - 4:04
5. Trouble Is - 3:50
6. Faith Enough - 5:24
7. Show You Love - 3:33
8. Lesser Things - 4:36
9. I'm in the Way - 2:33
10. Jesus Blood Never Failed Me Yet (Gavin Bryars cover) - 3:39
11. Jealous Kind (featuring Ashley Cleveland) - 4:10
12. Sing - 4:11
13. My Heavenly - 3:29